# Южный фронт (Гражданская война)
Ю́жный фронт — оперативно-стратегическое объединение РККА во время гражданской войны. Образован 11 сентября 1918 года приказом РВСР в полосе между Западным районом обороны и Восточным фронтом. Переименован директивой Главкома в Юго-Западный фронт с 10 января 1920 года. Вторично фронт образован постановлением РВСР от 21 сентября 1920 с задачей разгрома армии Врангеля. 10 декабря 1920 Управление Южного фронта преобразовано в Управление командующего Вооруженными силами Украины и Крыма.

## 1-е формирование
Образован из войск Западного участка отрядов завесы, Южного участка отрядов завесы, Красной армии Северного Кавказа и Астраханской группы в полосе между Западным районом обороны и Восточным фронтом: от линии Чериков (на реке Сож) — Климовичи — Рославль до линии Ряжск — Сосновка — Кирсанов — станция Баланда — с. Золотое (на Волге) — Александров-Гай — Калмыков (на реке Урал).
Управление фронта было сформировано на базе штаба Южного участка отрядов завесы и Военного совета Северо-Кавказского военного округа. Штаб находился в Козлове (Мичуринск), Орле, Туле, Сергиевском, Серпухове, снова в Орле.
Задачи, которые ставились перед фронтом: охрана демаркационной линии между Советской Россией и оккупированной германскими войсками Украиной и борьбу с армией Краснова на Дону и белогвардейскими войсками Деникина на Северном Кавказе.

### Состав
В состав Южного фронта входили:
- 8-я армия (З октября 1918 — 9 января 1920);
- 9-я армия (3 октября 1918 — 30 сентября 1919);
- 10-я армия (3 октября 1918 — 30 сентября 1919);
- 11-я армия (3 октября — 8 декабря 1918);
- 11-я отдельная армия (23 мая — 12 июня 1919, в оперативном подчинении);
- 12-я армия 1-го формирования (3 октября — 8 декабря 1918);
- 12-я армия 2-го формирования (27 июня — 27 июля 1919, в оперативном подчинении: 17 октября 1919 — 10 января 1920);
- 13-я армия (З марта 1919 — 10 января 1920);
- 14-я армия (до 4 июня 1919 2-я Украинская советская армия; 27 апреля 1919 — 10 января 1920);
- 1-я Конная армия (19 ноября 1919 — 9 января 1920);
- Особый корпус (до 17 июня 1919 Отдельный экспедиционный корпус; 10 июня — 7 июля 1919, штаб до 31 июля);
- Конный корпус С. М. Будённого (с 30 октября 1919 1-й Конный корпус; 7 октября — 19 ноября 1919);
- Внешний южный район обороны (1—25 октября 1919);
- Орловский ВО (26 октября 1919 — 10 января 1920).

В составе Южного фронта действовали:
- Поворинская ударная группа войск (Особая ударная группа войск Южного фронта), в которую входили 3-я Латышская бригада, 2-й Лубянский стрелковый полк и 1-й Донской казачий полк (13 октября — 2 декабря 1918),
- Каспийско-Кавказский отдел Южного фронта, включавший 11-ю и 12-ю армии (2 ноября — 8 декабря 1918),
- Группа войск курского направления в составе 1-й, 2-й и 4-й партизанские стрелковые дивизии и 3-й сводной партизанской стрелковой дивизии (21 декабря 1918 — 15 февраля 1919),
- Группа войск донецкого направления, состоявшая из 41-й и 42-й стрелковых дивизий (15 февраля — 5 марта 1919),
- Камышинская группа войск (Особая группа войск Южного фронта) в составе 1-й Камышинской стрелковой дивизии, 2-го Московского и 38-го Симоновского пехотных полков (7 января — 15 февраля 1919),
- Украинская группа войск включавшая 12-ю и 14-ю армии и войска Харьковского окружного военкомата (28 июня — 27 июля 1919),
- Особая группа В. И. Шорина (23 июля — 30 сентября 1919),
- Группа В. И. Селивачёва (начало августа — конец сентября 1919),
- Резервная группа Южного фронта в составе 61-й стрелковой дивизии, 11-й кавалерийская дивизия (25 октября — 10 ноября 1919).

### Боевые действия
Войска фронта вели оборонительные бои против Донской армии Краснова за Царицын и Камышин, (июль — декабрь 1918 года), затем предприняли наступление (январь — март 1919 года) с целью разгрома Донской армии, а также против войск Деникина за Донбасс. Вели бои по подавлению восстаний казаков в верхнедонских станицах в марте — июне 1919 г. После начавшегося в мае наступления армий Деникина отошли из Донской области, оставив Донбасс и Харьков. Начали августовское контрнаступление против армий Деникина (август — сентябрь 1919), вели бои против рейда белоказачьей конницы Мамонтова и Шкуро в тылу фронта (август — сентябрь 1919), под натиском противника отошли на север, оставив Курск, Воронеж, Орёл.
Затем войска фронта провели контрнаступление против армий Деникина, в ходе которого были осуществлены операции: Орловско-Курская (октябрь — ноябрь 1919), Воронежско-Касторненская (октябрь — ноябрь 1919), заняв города Курск, Воронеж, Орёл, Касторное. В ходе наступления совместно с Юго-Восточным фронтом в ноябре 1919 — январе 1920 года провели операции: Харьковскую (ноябрь — декабрь 1919), Донбасскую (декабрь 1919), Ростово-Новочеркасскую (январь 1920 года), нанесли поражение армии Деникина, заняли города Харьков, Киев, Полтаву, Донбасс, Ростов-на-Дону.

### Командный состав
Командующие:
- П. П. Сытин (11 сентября — 9 ноября 1918),
- П. A. Славен (9 ноября 1918 — 24 января 1919),
- В. М. Гиттис (24 января — 13 июля 1919),
- В. Н. Егорьев (13 июля — 11 октября 1919),
- А. И. Егоров (11 октября 1919 — 10 января 1920),

Члены РВС:
- И. В. Сталин (17 сентября — 19 октября 1918; 3 октября 1919 — 10 января 1920),
- K. E. Ворошилов (17 января — 3 октября 1918),
- C. K. Минин (17 сентября — 21 октября 1918),
- K. A. Мехоношин (3 октября 1918 — 26 января 1919; 15 июня — 13 июля 1919),
- П. Е. Лазимир (9 — 27 октября 1918),
- А. И. Окулов (14 октября — 18 декабря 1918; 19 июня — 18 августа 1919)‚
- А. Г. Шляпников (20 октября — 8 декабря 1918)
- Б. В. Легран (10 ноября — 18 декабря 1918)
- Г. Я. Сокольников (1 декабря 1918 — 6 октября 1919)
- И. И. Ходоровский (17 января — 6 июля 1919),
- А. Л. Колегаев (24 января — 18 июня 1919)
- М. К. Владимиров (19 июня — 17 декабря 1919)
- Л. П. Серебряков (16 июля — 10 января 1920),
- М. М. Лашевич (11 августа — 19 октября 1919),
- Р. И. Берзин (24 декабря 1919 — 10 января 1920).

Начальники штаба:
- И. И. Защук (врид, 11 сентября — 12 ноября 1918),
- В. Ф. Тарасов (13 ноября 1918 — 7 июня 1919),
- Н. В. Пневский (9 июня — 17 октября 1919),
- Н. Н. Петин (21 октября 1919 — 10 января 1920).

## 2-е формирование
Задачей Южного фронта 2-го формирования была борьба с войсками Врангеля. Разграничительная линия с Юго-Западным фронтом: Очаков — Елизаветград — Хорол — Гадяч — Лебедии — Обоянь — ст. Ржава. Штаб фронта находился в Харькове.

### Состав
В состав Южного фронта 2-го формирования входили:
- 4-я армия (18 октября — 10 декабря 1920),
- 6-я армия (21 сентября — 10 декабря 1920),
- 13-я армия (21 сентября — 12 ноября 1920),
- 1-я Конная армия (21 октября — 10 декабря 1920),
- 2-я Конная армия (21 сентября — 6 декабря 1920),
- 2-й конный корпус (6—10 декабря 1920),
- Группа войск таганрогского направления в составе 1-й и 2-й Донских стрелковых дивизий,
- Морская экспедиционная дивизия,
- 5-я кавалерийская дивизия,
- Сводной группы Упраформа 1-й Конной армии (9—15 октября 1920),
- Приморский, с 24 октября 1920 Черноморский УР (20 октября — 10 декабря 1920),
- Кременчугский и Екатеринославский УР (15 октября — 10 декабря 1920).

### Боевые действия
Войска Южного фронта вели бои с войсками Врангеля в Северной Таврии (сентябрь — октябрь 1920). В ходе наступления Южного фронта 28 октября — 3 ноября 1920 года было нанесено поражение главным силам Врангеля (28 октября — 3 ноября 1920). Завершение поражения войск Врангеля произошло в ходе Перекопско-Чонгарской операции 1920, в ходе которой был занят Крым.

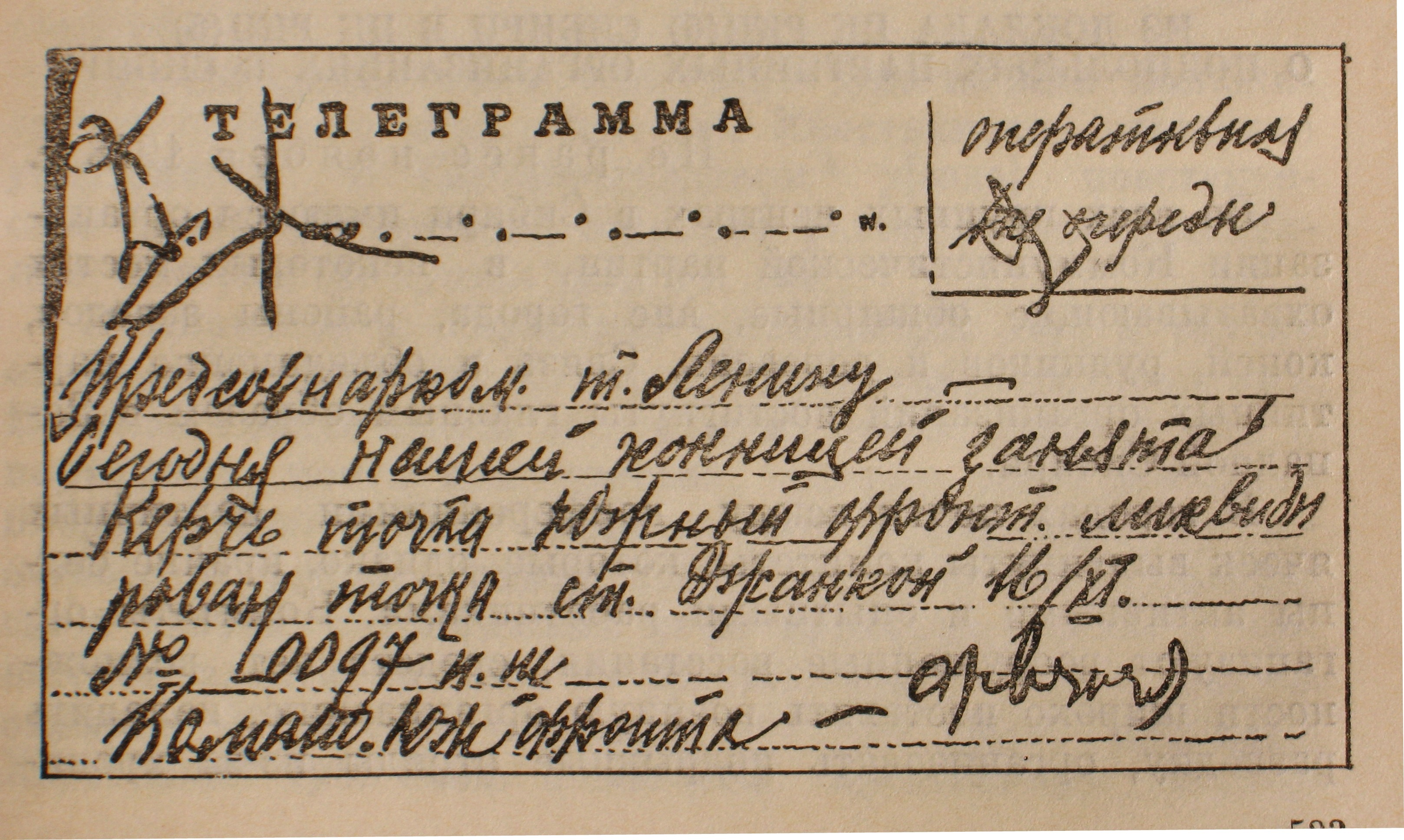
Телеграмма Фрунзе Ленину о взятии Керчи и ликвидации Южфронта

### Командный состав
Командующие:
- М. В. Фрунзе (27 сентября 1920 — 3 декабря 1920).

Члены РВС:
- С. И Гусев(27 сентября — 14 декабря 1920),
- Б. Кун (4 октября — 16 ноября 1920),
- М. К. Владимиров (16 октября — 10 декабря 1920),
- И. Т. Смилга (25 октября — 10 декабря 1920).

Начальники штаба:
- П. П. Каратыгин (врид, 21—27 сентября 1920),
- И. X. Паука (27 сентября — 10 декабря 1920)